# Alvin et les Chipmunks (jeu vidéo)
Alvin et les Chipmunks (Alvin and the Chipmunks) est un jeu vidéo de rythme développé par Sensory Sweep Studios et édité par Brash Entertainment, sorti en 2007 sur Windows, Wii, PlayStation 2 et Nintendo DS.
Il est adapté du film du même nom.

## Accueil
- Jeuxvideo.com : 5/20[1] - 7/20 (DS)[2]